# Camp de concentration de Kruščica
Kruščica est un camp de concentration ouvert et géré par le régime des Oustachis, fasciste et nationaliste croate, près de la ville de Vitez dans l'État indépendant de Croatie (NDH) d'août à octobre 1941 pendant la Seconde Guerre mondiale.
Vjekoslav Luburić, chef du système concentrationnaire de la NDH, ordonne l'ouverture du camp en juillet 1941. Le 28 août 1941, la première déportation de 1 100 femmes et enfants juifs (issus de Gospić) arrive au camp via Slavonski Brod. Le 3 septembre, environ 500 hommes, femmes et enfants juifs de Sarajevo parviennent au camp, puis encore 500 six jours plus tard. Les prisonniers doivent vivre dans des baraquements inachevés, dont la moitié n'a pas encore de revêtement au sol ; les conditions d'hygiène sont si mauvaises que la majorité de la population carcérale est victime des poux. Les détenus reçoivent chaque jour une louchée de soupe aux haricots ; la faim les pousse à manger de l'herbe et des feuilles de citrouille pour survivre. Le 1er octobre, 250 hommes juifs sont déportés de Kruščica vers le camp de concentration de Jasenovac. Du 5 au 7 octobre, 1 200 femmes et enfants juifs, ainsi que 170 femmes et enfants serbes, sont déportés vers le camp de concentration de Lobor. Le camp de Kruščica est ensuite fermé.
Jusqu'à 5 000 prisonniers sont passés par le camp de Kruščica au cours de son existence et 3 000 y ont laissé la vie. Après-guerre, le camp devient un lieu de mémoire où se trouvent un musée, un monument et plusieurs plaques commémoratives. Pendant la guerre de Bosnie-Herzégovine, les collections du musée sont retirées. En 2014, le site est déclaré comme un monument national de Bosnie-Herzégovine.

## Contexte

### La Yougoslavie dans l'entre-deux-guerres
Après la fondation du royaume des Serbes, Croates et Slovènes à l'issue de la Première Guerre mondiale, des tensions ethniques se développent entre Serbes et Croates. Pendant l'entre-deux-guerres, de nombreux Croates sont frustrés de l'hégémonie politique des Serbes dans le nouveau royaume : des lois sont votées pour favoriser leurs intérêts politiques, religieux et commerciaux. En janvier 1929, le roi Alexandre instaure une dictature monarchique et donne au pays le nom de Yougoslavie. Peu après, le politicien croate Ante Pavelić fonde le mouvement des Oustachis, nationaliste et fasciste, qui vise à obtenir l'indépendance croate par des méthodes violentes. Les Oustachis sont interdits en Yougoslavie mais, soutenus par l'Italie, ils mènent plusieurs attaques dont l'assassinat du roi Alexandre à Marseille en 1934. Les chefs oustachis sont condamnés à mort par contumace en France et en Yougoslavie mais l'Italie les aide à se soustraire aux peines.
Après l'Anschluss de 1938 entre l'Allemagne et l'Autriche, le royaume de Yougoslavie partage sa frontière Nord-Ouest avec le Troisième Reich et subit une pression de plus en plus intense à mesure que ses voisins adoptent des régimes alignés sur les puissances de l'Axe. En avril 1939, l'Italie ouvre une nouvelle frontière avec la Yougoslavie car elle envahit et occupe l'Albanie. Quand la Seconde Guerre mondiale éclate, le gouvernement yougoslave se déclare neutre. Entre septembre et novembre 1940, la Hongrie et la Roumanie signent le pacte tripartite, devenant alliées de l'Axe, et l'Italie envahit la Grèce. De cet instant, la Yougoslavie est pratiquement cernée par les puissances de l'Axe et leurs satellites ; par conséquent sa position neutre envers la guerre se fragilise. Fin février 1941, la Bulgarie à son tour se joint au pacte. Le lendemain, les troupes allemandes entrent en Bulgarie via la Roumanie et la Yougoslavie est encerclée. Afin de sécuriser son flanc Sud avant l'attaque imminente contre l'Union soviétique, Adolf Hitler commence à imposer une pression intense sur la Yougoslavie pour qu'elle se range aux côtés de l'Axe. Le 25 mars 1941, après quelques retards, le gouvernement yougoslave signe le pacte avec quelques réserves. Deux jours plus tard, un groupe d'officiers de l'Armée de l'air royale de Yougoslavie (en), des nationalistes serbes favorables à l'Occident, déposent le régent du pays, Paul de Yougoslavie, dans un coup d'État sans effusion de sang ; ils le remplacent par son neveu Pierre, alors adolescent, et instaurent un régime de « gouvernement d'unité nationale » sous la direction du général Dušan Simović. Hitler, furieux de ce coup d'État, ordonne immédiatement l'invasion du pays : elle commence le 6 avril 1941.

### Création du NDH

Carte de l'occupation et de la partition de la Yougoslavie entre 1941 et 1943.

La Yougoslavie est écrasée par les forces conjuguées des puissances de l'Axe et elle capitule en moins de deux semaines. Le gouvernement et la famille royale partent en exil, le pays est occupé et démantelé par les États voisins. Le territoire de la Serbie occupée est réduit aux frontières du royaume de Serbie (avant les guerres balkaniques) ; il est placé sous tutelle directe du Troisième Reich. L'État indépendant de Croatie (croate : Nezavisna država Hrvatska, NDH), régime aligné sur les puissances de l'Axe et qui comprend la majorité du territoire actuel de la Croatie, annexe les territoires peuplés de Serbes à l'Ouest de la Drina, ainsi que tout le territoire de Bosnie-Herzégovine et des secteurs appartenant à la Serbie actuelle. Le 10 avril 1941, Slavko Kvaternik proclame à la radio la création du NDH,.
Au moment de sa création, le NDH comprend une population de 6,5 millions d'habitants, donc la moitié sont Croates. Il englobe aussi 2 millions de Serbes, qui représentent environ un tiers de sa population totale. Or, les Oustachis refusent d'accorder la nationalité à des personnes considérées comme « indésirables », dont les Serbes, les Juifs et les Roms, sous prétexte qu'elles ne sont pas aryennes ; l'État prend des mesures immédiates pour éliminer l'alphabet cyrillique dans le domaine public. Le 17 avril, les Oustachis émettent un décret-loi sur la défense du peuple et de l'État : il prévoit l'ouverture de camps de concentration ainsi que les fusillades en masse d'otages dans le NDH. Au total, le NDH a compté trente camps de concentration.

## Fonctionnement

### Ouverture du camp
En juillet 1941, Vjekoslav Luburić, chef du Bureau III du service de surveillance, ordonne au commissaire de Bosnie-Herzégovine, Jure Francetić (en), d'ouvrir un camp pour les Juifs et les Serbes sur la propriété en ruines de la famille Gutman dans le village de Kruščica, près de Vitez, à environ 56 kilomètres au Nord-Ouest de Sarajevo. Kruščica est censé servir de camp transitoire car les camps de Gospić, de Jadovno et de Pag avaient fermé et ceux de Jasenovac, de Đakovo (en) et de Loborgrad ne sont pas encore opérationnels. Sous la direction de Gesler, 75 détenus serbes de la ville de Pale doivent rénover la propriété et la ceindre d'une clôture de barbelés.
Le camp est sous la garde de la 17e compagnie oustachie. Les 23 premiers détenus - des agriculteurs de Željecare, ainsi que des communistes de Zenica - arrivent à Kruščica début août 1941. Parmi eux figurent deux Croates ainsi qu'un musulman bosniaque. Gesler tue lui-même de nombreux prisonniers, parfois simplement pour leur voler leurs affaires, en général des vêtements. La détention des deux Croates et du musulman bosniaque décide Marjan Čilić, policier issu de Travnik, à ouvrir une enquête. En apprenant ce fait, Gesler fusille l'un des détenus. La nuit où commence l'enquête de Čilić, les prisonniers tentent de s'évader. Gesler et les gardiens du camp en tuent 17. Dans la confusion, l'un des gardiens tue Gesler par accident. Mate Mandušić lui succède pour commander le camp. Les 75 prisonniers qui ont rénové le camp sont assassinés et enterrés dans une fosse. Mandušić gagne la réputation d'être sadique.

### Conditions de vie au camp
Le 28 août 1941, le premier convoi de 1 100 femmes et enfants juifs arrive à Gospić via Slavonski Brod. À trois heures du matin le 3 septembre, les Oustachis procèdent à une rafle chez 500 juifs de Sarajevo et leur laissent trente minutes pour rassembler leurs affaires et se réunir dans la rue. Sous escorte policière, les victimes sont emmenées à la principale gare de Sarajevo et obligées de monter dans des wagons à bestiaux. Elles sont conduites à Kruščica. Après leur départ, leurs logements font l'objet d'un pillage sans retenue. Le 8 septembre, des rafles semblables ont lieu chez 500 autres juifs de Sarajevo, qui sont également convoyés vers Kruščica. Le 15 septembre, deux représentants de la communauté juive sont autorisés à visiter Kruščica. Ils signalent que le camp détient environ 3 000 prisonniers, dont 300 Serbes, mais ils omettent de préciser s'ils sont enfermés avec les juifs ou séparément. Les détenus disent aux représentants qu'ils n'ont reçu aucune nourriture avant leur quatrième journée au camp.
Nikola Tursun, haut fonctionnaire oustachi de Travnik, estime que Kruščica comprend 1 539 prisonniers à la mi-septembre. L'historien Jens Hoppe pense que ce nombre est « très probablement sous-estimé », car il pense que le camp détient au moins 3 000 prisonniers à ce moment-là, principalement des femmes juives mais aussi 300 femmes serbes de Herzégovine. L'historien Yehuda Bauer écrit : « les conditions de vie à Kruščica étaient peut-être encore plus effroyables qu'à Jasenovac ». Les prisonniers doivent vivre dans des baraquements partiellement construits, dont la moitié n'ont pas encore de revêtement au sol ; l'hygiène est si médiocre que les poux affectent la majorité des détenus. Les prisonniers ne reçoivent qu'une louchée de soupe aux haricots par jour et la faim les pousse à manger de l'herbe et des feuilles de citrouilles. Le médecin Janko Pajas observe que : « la malnutrition les rendait hagards. Leur peau pelait, les cheveux tombaient, leurs dents devenaient branlantes ». La communauté juive de Sarajevo envoie des provisions au camp mais il est peu probable que les prisonniers les aient reçues. La communauté juive de Zagreb, à son tour, leur fait livrer vingt caisses de nourriture, mais celles-ci n'ont sans doute jamais été remises aux détenus. D'après certains témoignages, les Oustachis brûlent les colis alimentaires sous les yeux des prisonniers affamés, qui ne peuvent en sauver quoi que ce soit. Le harcèlement sexuel et le viol sont monnaie courante. Même si le commandant du camp interdit à ses hommes d'entrer dans les quartiers pour femmes, les soldats n'en tiennent aucun compte.
Les habitants locaux connaissent l'existence du camp et les conditions de vie atroces qui y règnent. Certains s'en plaignent même auprès des autorités locales, mais en vain. Dans un cas, une délégation diplomatique italienne visite le camp pour vérifier s'il ne contient aucun citoyen italien, susceptible de bénéficier d'une protection. Fin septembre ou début octobre, certains détenus serbes sont assassinés à Smrikama, près de Travnik.

### Fermeture du camp
Le 1er octobre, 250 hommes prisonniers sont transférés de Kruščica vers le camp de Jasenovac. Il s'agit de personnes âgées d'au moins 11 ans. Du 5 au 7 octobre, 1 200 femmes et enfants juifs, ainsi que 170 femmes et enfants serbes, sont déportés à Loborgrad. Le camp de Kruščica est ensuite fermé. D'après certains témoignages, jusqu'à 5 000 détenus y ont été emprisonnés, dont 90 % de juifs. L'historienne Francine Friedman estime que le bilan humain correspond à 3 000 morts. D'après Yad Vashem, sous le régime du NDH, environ 25 000 juifs ont péri dans la Shoah.

## Mémoire
Après la Seconde Guerre, l'un des bâtiments du camp est restauré et converti en musée, appelé la « maison noire » (Crna kuća, Црна кућа). Un espace de mémoire est réservé sur environ 2 000 mètres carrés : il englobe le musée, un monument signé Fadil Bilić, plusieurs vers du poème Jama (La Fosse) d'Ivan Goran Kovačić (en), ainsi que des plaques commémorant les victimes du camp. Pendant la guerre de Bosnie-Herzégovine, les collections du musée sont déplacées. Le 20 juin 2014, le site accède au statut de monument national de Bosnie-Herzégovine.